# Грандв'ю-Плаза (Канзас)
Грандв'ю-Плаза (англ. Grandview Plaza) — місто (англ. city) в США, в окрузі Гірі штату Канзас. Населення — 1697 осіб (2020).

## Географія
Грандв'ю-Плаза розташований за координатами 39°1′58″ пн. ш. 96°47′34″ зх. д. / 39.03278° пн. ш. 96.79278° зх. д. (39.032811, -96.792765).  За даними Бюро перепису населення США в 2010 році місто мало площу 2,22 км², з яких 2,18 км² — суходіл та 0,04 км² — водойми.

## Демографія
Згідно з переписом 2010 року, у місті мешкало 1560 осіб у 651 домогосподарстві у складі 430 родин. Густота населення становила 702 особи/км².  Було 788 помешкань (355/км²).
Расовий склад населення:
| - 72,1 % — білих - 11,4 % — чорних або афроамериканців - 1,9 % — азіатів - 1,2 % — корінних американців - 0,8 % — вихідців з тихоокеанських островів - 3,7 % — осіб інших рас |

До двох чи більше рас належало 8,9 %. Частка іспаномовних становила 11,5 % від усіх жителів.
За віковим діапазоном населення розподілялося таким чином: 25,8 % — особи молодші 18 років, 67,9 % — особи у віці 18—64 років, 6,3 % — особи у віці 65 років та старші. Медіана віку мешканця становила 25,3 року. На 100 осіб жіночої статі у місті припадало 106,6 чоловіків;  на 100 жінок у віці від 18 років та старших — 97,8 чоловіків також старших 18 років.
Середній дохід на одне домашнє господарство  становив 44 460 доларів США (медіана — 42 684), а середній дохід на одну сім'ю — 47 266 доларів (медіана — 43 805). Медіана доходів становила 31 563 долари для чоловіків та 22 221 долар для жінок. За межею бідності перебувало 9,9 % осіб, у тому числі 13,0 % дітей у віці до 18 років та 3,8 % осіб у віці 65 років та старших.
Цивільне працевлаштоване населення становило 680 осіб. Основні галузі зайнятості: роздрібна торгівля — 20,4 %, публічна адміністрація — 18,1 %, освіта, охорона здоров'я та соціальна допомога — 14,6 %.